# Карзинкины
Карзинкины — купеческий и, затем, дворянский род, династия предпринимателей Российской империи, которая первоначально специализировалась на торговле чаем.
- Родоначальник — Андрей Сидорович Карзинкин (1755—1822). В 1923 г. Е. Баранов записал о нём следующую легенду[1]. Свою фамилию Андрей Сидорович, происходивший из семьи экономических крестьян Борисоглебского уезда Ярославской губернии, якобы взял в память о том, что своего младенца привез в Москву в бельевой корзине. Карзинкин начал торговать имбирём в яблочном ряду Китай-города и записался купцом 3-й гильдии Кадашевской слободы. Поселилась семья в церковном доме храма Василия Блаженного. К 1811 году Карзинкин стал уже известным чаеторговцем — купцом 1-й гильдии, имевшим собственный дом в приходе церкви Николы Мокрого. Андрей Корзинкин с супругой Авдотьей оставили следующее потомство.

Карзинкины
- - Иван Андреевич (1790—после 1869) — московский 1-й гильдии купец, потомственный почётный гражданин. Вместе с племянником Андреем Александровичем в 1857 году приобрёл Ярославскую Большую мануфактуру.
    - Иван Иванович  (Старший; 1822—около 1881) — купец 1-й гильдии, потомственный почётный гражданин. Щедрый благотворитель. Продолжил семейное чаеторговое дело; кроме этого вместе с братом жены, Павлом Григорьевичем Шелапутиным, Михаилом Щегловым и Майклом Лунном стал учредителем и владельцем Балашинской мануфактуры бумажных изделий (основана в 1874 году). Компаньоны образовали «Товарищество на паях». Можно считать, что это была одна из первых российских монополий.[2] Супруга — Екатерина Ивановна (урождённая Медведкова)[3]. Вторая супруга — Елизавета Григорьевна (1838—30 июля 1884) (урождённая Шелапутина, дочь Григория Антиповича Шелапутина[4], похоронена на кладбище Донского монастыря рядом с замужней дочерью, Капитолиной Ивановной Гомеровой).
      - Иван Иванович (2-й; 1842—4 октября 1882) — потомственный почётный гражданин. Был лишён наследства и удалён от торговых дел. Похоронен на кладбище Алексеевского женского монастыря.[5]
      - Сергей Иванович (1847—1887) — купец 1-й гильдии, руководил чаеторговой фирмой «Ивана Карзинкина наследник и Ко». С 1879 года состоял членом Попечительского совета Московской глазной больницы, регулярно перечислял средства на лечение больных. Сергей Иванович был записан в дворянское сословие Тульской губернии. Супруга — Юлия Матвеевна, (1850—около 1915; урождённая Королёва). После скоропостижной смерти мужа осталась с 11 детьми: 5 сыновей — Сергей, Иван, Михаил, Пантелеймон и Дионисий; и 6 дочерей — Маргарита, Лидия, Антонина, Екатерина, Варвара и Мария. Продолжила дело мужа: с 1887 года купчиха 1-й гильдии. В Москве ей принадлежали четыре лавки, в том числе чайный магазин в Гостином дворе и на Покровке, расположенный на территории семейной усадьбы. Владелица усадьбы в Троице-Лыково.
        - Сергей Сергеевич (1869—1918) — потомственный почётный гражданин. Возглавлял правления Нижегородского городского ярмарочного товарищества и Общества для содействия русской промышленности и торговли. Директор Торгово-промышленного товарищества Ярославской большой мануфактуры. Числился во 2-й гильдии московского купечества, был гласным городской Думы. Продолжив семейную традицию чаеторговли, Сергей Сергеевич создал фирму «С. С. Карзинкин, М. В. Селиванов и Ко». Владел гостиницей и рестораном в Москве, на Воскресенской площади (ныне на этом месте гостиница «Москва»)[6]. Входил в состав ЦК «Союза 17 октября». После революции потерял всё своё состояние и стал служащим Наркомпроса.
          - Елена Сергеевна (1898—1972) — мать известного биолога М. В. Мины. Супруг — герой ВОВ Валентин Николаевич Мина.
          - Георгий (Юрий) Сергеевич (1900—1973) — ихтиолог и гидробиолог, доктор биологических наук, действительный член Азербайджанской Академии наук.
          -  Сергей Сергеевич

        - Маргарита Сергеевна (1870-е—1920-е гг.). Супруг — Павел Петрович Морокин, потомок династии текстильных фабрикантов г. Вичуга (Морокины).
        -  Мария Сергеевна

      - Иван Сергеевич (1880—?)
      - Михаил Сергеевич (1884—?) — потомственный почётный гражданин; член совета Московского Частного коммерческого банка; директор «Богородско-Успенского товарищества Братьев Памфиловых» (бумагопрядильная фабрика в Московской губернии) и Товарищества Большой Ярославской мануфактуры. Супруга — известная в то время балерина «частной оперы С. И. Мамонтова» Елизавета Сергеевна Карзинкина (Ячменёва), отличалась пленительной грациозностью и абсолютной женственностью, которую воплотил в 1906 году В. А. Серов[7]. И. Э. Грабарь писал: «Уже самый формат портрета — старинный овал — как-то не вязался с представлением о всем известном серовском реализме, а живопись его, совершенно гладкая, лощеная, словно полированная, казалась до такой степени не похожей на привычную живопись Серова, что её не сразу узнавали. Портрет произвел сенсацию среди русских художников, собравшихся весной 1906 года в Париже, в помещении Осеннего салона, значительная часть которого была отведена под русскую выставку».[8]
        -  Вадим Михайлович (1907—1972), окончил Институт иностранных языков, работал в Академии наук. Переводчик (в частности известны его переводы Б. Рассела, Киплинга), автор книг. Участник Великой Отечественной войны. Воевал в 5-й Московской стрелковой дивизии народного ополчения (Фрунзенского района). Под Вязьмой попал в плен. Участник сопротивления в лагере для военнопленных. Похоронен на Востряковском кладбище.

      - Пантелеймон Сергеевич (1885—1902)
      -  Дионисий Сергеевич (1886—?)

    - Алексей Иванович (1844—?)
      -  Лонгин (Логвин) Алексеевич — потомственный почётный гражданин; член совета Российского Взаимного страхового союза; член правлений Товарищества Балашинской бумагопрядильной мануфактуры (Москва)[9] и «Товарищества скоропечатни А. А. Левенсон» (Москва)[10]. После революции, осенью 1918 года, был арестован и умер в Бутырской тюрьме.

    -  Капитолина Ивановна (1846—3 октября 1878). Супруг — Маркелл Ксенофонтович Гомеров (?—11 ноября 1885). Похоронены на кладбище Донского монастыря.[5]

  -  Александр Андреевич (Старший; 1792—после 1835) — московский купец I гильдии, потомственный почётный гражданин (1834), вместе с братом занимался оптовой и розничной чаеторговлей.
    -  Андрей Александрович (1825—1906), купец 1-й гильдии, с 1834 потомственный почётный гражданин Москвы, благотворитель. Супруга — Софья Николаевна (1836—1911), дочь богородского купца Николая Абрамовича Рыбникова, владельца суконной фабрики в Чудинках близ Купавны. Жертвовала на Бахрушинскую больницу, в том числе 20 тыс. рублей на устройство корпуса имени покойной дочери Софьи для женщин, больных туберкулёзом[11] и туберкулёзный санаторий[12]; являлась попечительницей 1-го Таганского женского начального училища.
      - Софья Андреевна, умерла от туберкулёза.
      - Александр Андреевич (2-й; 1863—1939), член московского Нумизматического общества, автор ряда работ о русских средневековых медалях. Член Совета Третьяковской галереи. Благотворитель. Супруга — Аделаида Джури (1872—1963), прима балета, педагог-хореограф Большого театра.
        -  Софья Александровна (1903 — ?), библиотекарь, библиограф (1935—1958) Института мировой литературы им. А. М. Горького.

      - Елена Андреевна (1869—1943), художница, ученица Поленова. Супруг — писатель Николай Дмитриевич Телешов.